# ヘンリー・ドーキンス

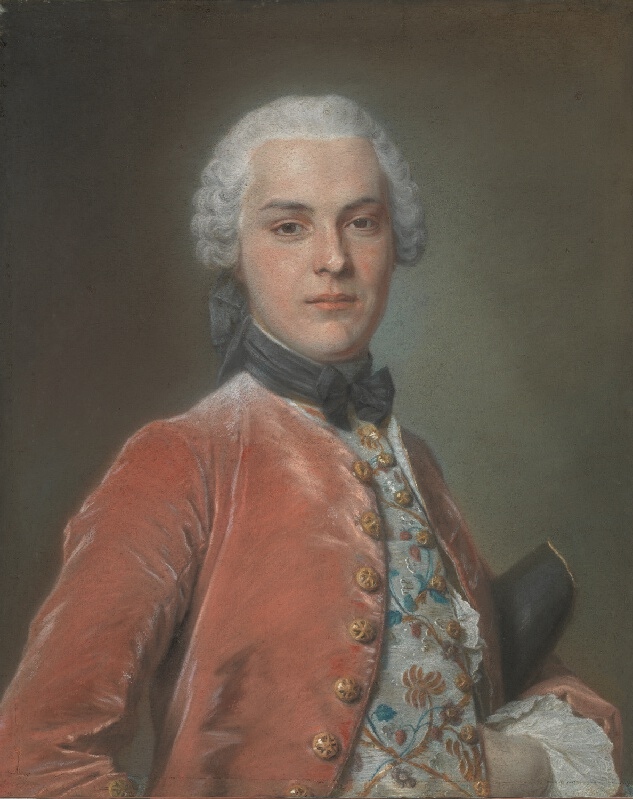
1750年頃の肖像画、モーリス・カンタン・ド・ラ・トゥール画。

ヘンリー・ドーキンス（英語: Henry Dawkins FRS、1728年5月24日 – 1814年6月19日）は、ジャマイカの農園主、グレートブリテン王国の政治家。1760年から1784年まで、2度の中断をはさみつつ合計で20年以上庶民院議員を務めたが、演説の記録はなかった。

## 生涯

### ジャマイカの大地主
ヘンリー・ドーキンス（Henry Dawkins、1698年 – 1744年）とエリザベス・ペナント（Elizabeth Pennant、1695年頃 – 1757年、エドワード・ペナントの娘）の三男（第四子）として、1728年5月24日にジャマイカのクラレンドン教区で生まれた。兄に好古家ジェームズ・ドーキンス（1722年 – 1757年12月）がいる。ドーキンスがイングランドのアビンドン・スクールで教育を受けた一方、父ヘンリーはジャマイカで領地経営を続け、1744年に死去すると息子ジェームズ、ウィリアム、ヘンリーがそれぞれ14,300、5,000、5,700エーカーの領地を継承した。その後、ドーキンスは1745年12月30日にオックスフォード大学セント・メアリー・ホールに入学した。オックスフォード大学で学位を修得しないままグランドツアーに出て、1750年に帰国した。
1751年頃にジャマイカに戻り、1752年から1756年/1758年までクラレンドン教区選出のジャマイカ植民地議会議員を、1758年から1759年までジャマイカ諮問委員会の委員を務めた。1752年に兄ウィリアムが、1757年に兄ジェームズが死去すると、それぞれの領地（合計で19,300エーカー）を継承、ジャマイカ有数の大地主になった。
1759年に帰国、兄ジェームズが1754年に購入したラヴァーストークの地所を近隣の地主ジョージ・ポータル（George Portal、1793年没）に売却した。同年7月3日にD.C.L.の学位を授与され、11月に結婚した（#家族の節を参照）。

### 庶民院議員に
1760年3月、サウサンプトン選挙区の補欠選挙に出馬して無投票で当選した。第3代ビュート伯爵ジョン・ステュアートが作成した議員リストでは「西インド出身、ポートモア卿の娘婿、トーリー党」とされたが、投票記録ではむしろ無所属に近かった。
ディレッタンティ協会の会員であり、1764年頃/1766年8月にウィリアム・ヤングからスタンドリンチ・パークを購入すると、1766年にジョン・ウッドを招聘して2つのあずまやを増築、さらにニコラス・レヴェットを招聘して屋敷のポルチコや図書館を増築した。また、ジョヴァンニ・バティスタ・チプリアーニを招聘して音楽室用の絵画を描かせた。1766年5月10日に伯父ジェームズが死去すると、オックスフォードシャーのオーバー・ノートンの地所を継承したが、オーバー・ノートンに住むことはなかった。
スタンドリンチとソールズベリーの距離が5マイルと近かったため、1768年イギリス総選挙でソールズベリー選挙区（定数2人）から出馬したが、スティーブン・フォックス閣下と同じ27票を得て得票数2位となり、選挙結果の決定は庶民院に委ねられた。結局、ドーキンスは撤退を決め、フォックスの当選は1768年11月に宣告された。
1769年3月、チペナム選挙区の補欠選挙に出馬して、無投票で当選した。1768年から1774年までの会期における会議出席は断続的だったが、投票記録はいずれも野党側だった。1769年、オールド・アビンドニアン・クラブ（Old Abingdonian Club、アビンドン・スクール同窓会）のスチュワード（Steward）を務めた。
1774年イギリス総選挙では再びソールズベリー選挙区から出馬したが、投票の前に撤退を決め、代わりに1776年5月にヒンドン選挙区の補欠選挙で当選した（得票数1位、140票）。1778年11月5日、王立協会フェローに選出された。

### イングランドの地主ジェントリに
1780年イギリス総選挙で再びチペナム選挙区から出馬し、すでに70歳と老齢の現職議員ロルトが撤退したこともあって当選した。以降チペナム選挙区への影響力を確保するためにチペナムにおける市民借地権の買い上げをはじめたが、チペナムの地方自治体（corporation）は完全支配を防ぐようドーキンスと（同じく買い上げを続けている）フラッディヤー準男爵家にこれ以上の買い上げを中止するよう求め、1791年6月に同意させた。アメリカ独立戦争期の庶民院会議には頻繁に出席し、ノース内閣期のうち1780年3月から1782年3月の採決では常に野党側で投票した。1784年イギリス総選挙で議席を息子ジェームズに譲って退任した。
議員退任以降も不在地主でありながらジャマイカの領地管理に関わり、1787年にアフリカ人奴隷71人を、1793年に42人を購入した。また、1773年から1805年まで西インド農園主・商人協会（Society of West India Planters and Merchants）という奴隷貿易廃止に反対する圧力団体の会員だった。

### 死去と遺産
1814年6月19日にメイフェアのポートマン・スクエアで死去、チッピング・ノートンの教区教会に埋葬された。遺言状に基づき、オーバー・ノートンの地所は長男ジェームズが継承、スタンドリンチ・パーク（1814年時点の価値は9万ポンドとされた）は借金返済のために売却されることになり、国が買い上げて初代ネルソン子爵ホレーショ・ネルソンの兄初代ネルソン伯爵ウィリアム・ネルソンに与えられた。スタンドリンチ・パークはネルソン子爵の功績への褒賞とされ、その名称も「トラファルガー・パーク」に改称された。
曽孫ウィリアム・グレゴリー・ドーキンス（William Gregory Dawkins、1825年 – 1914年）の代にジャマイカのプランテーションが全て売却され、1928年頃にはドーキンス家に残るジャマイカの領地が全て売却された。

## 家族

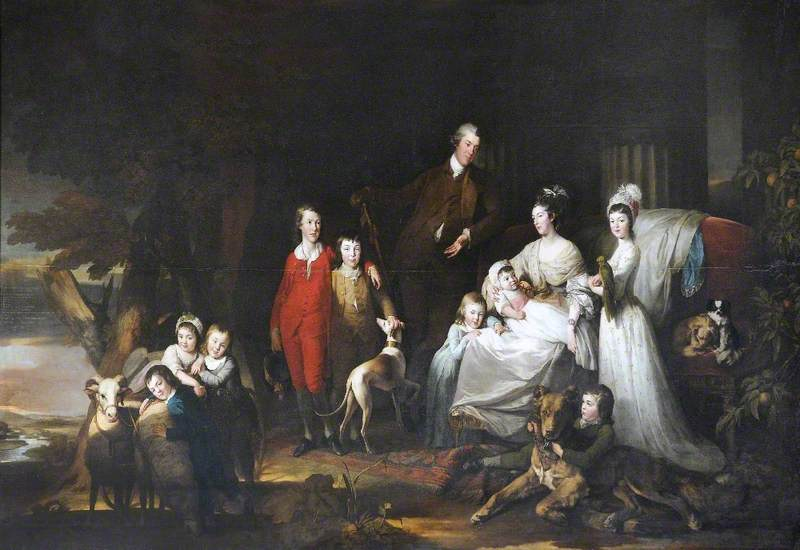
ドーキンス一家。リチャード・ブロンプトン画、1774年頃。

1759年11月23日/24日/29日、ジュリアナ・コリヤー（Juliana Colyear、1735年 – 1821年、第2代ポートモア伯爵チャールズ・コリヤーの娘）と結婚、8男4女をもうけた。
- ジェームズ（1760年 – 1843年3月13日） - 庶民院議員。1785年9月3日、ハンナ・フィップス（Hannah Phipps、トマス・フィップスの娘）と結婚、子供あり。その後、マリア・フォーブス（Maria Forbes、ゴードン・フォーブスの娘）と再婚、子供なし[20]
- オーガスタ（1761年 – 1762年[3]）
- エリザベス（1762年 – 1831年[3]） - ウィリアム・サージャントソン（William Serjeantson[21]）と結婚、子供あり
- ジョージ・ヘイ（英語版）（1764年2月20日 – 1840年12月） - 庶民院議員。1807年6月25日、ソフィア・マリア・モード（Sophia Maria Maude、1812年1月23日没、初代ハワーデン子爵コーンウォリス・モードの娘）と結婚、子供あり。1814年5月4日、エリザベス・ブーヴェリー（Elizabeth Bouverie、ウィリアム・ヘンリー・ブーヴェリー（英語版）の娘）と再婚、子供なし[22]
- ヘンリー（1765年 – 1852年10月25日） - 庶民院議員。1788年2月21日、オーガスタ・クリントン（1768年洗礼 – 1849年、Augusta Clinton、ヘンリー・クリントンの娘）と結婚、子供あり[23]
- ウィリアム（1766年 – ?） - 夭折
- リチャード（1768年 – 1818年） - 1791年、ジェーン・キャサリン・ロング（Jane Catherine Long、エドワード・ロング（英語版）の娘）と結婚、子供あり
- エドワード（1769年 – 1816年） - 聖職者。1803年、ハンナ・リトルデイル（Hannah Littledale、トマス・リトルデイルの娘）と結婚
- ジュリアナ（1770年 – 1847年[3]） - 生涯未婚
- チャールズ（1772年 – 1799年） - グレナディアガーズの士官。フランス革命戦争のオランダ戦役で戦死
- ジョン（1773年/1774年 – 1844年12月） - オックスフォード大学オール・ソウルズ・カレッジのフェロー[24]
- スザンナ（1830年没） - 第2代準男爵サー・エドワード・ドッズワースと結婚